# 勒比奥
勒比奥（法語：Le Biot，法語發音：[lə bjo]）是法国上萨瓦省的一个市镇，位于该省东北部，沙布莱山区，属于托农莱班区。

## 地理
勒比奥（46°15'46"N, 6°37'57"E）面积13.18 平方千米，位于法国奥弗涅-罗讷-阿尔卑斯大区上萨瓦省，该省份为法国东部省份，历史上为薩伏依的一部分，北与瑞士接壤，西接安省，南至萨瓦省，东与瑞士和意大利接壤。
与勒比奥接壤的市镇（或旧市镇、城区）包括：阿邦当斯、拉博姆、博讷沃、圣让多。
勒比奥的时区为UTC+01:00、UTC+02:00（夏令时）。

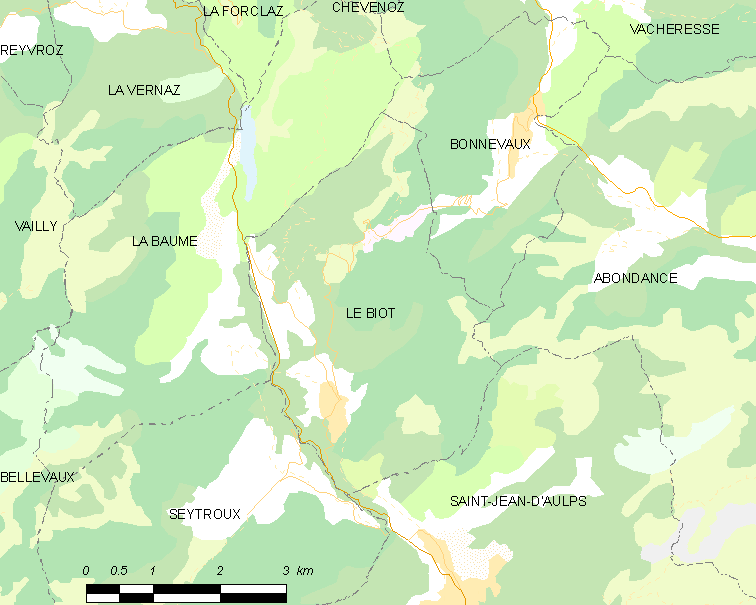
勒比奥的OSM定位图

## 行政
勒比奥的邮政编码为74430，INSEE市镇编码为74034。

## 政治
勒比奥所属的省级选区为埃维昂莱班县。

## 交通
上萨瓦省省道D32线经过境内。

## 人口

1962-2008年间勒比奥人口变化图示

勒比奥于2022年1月1日时的人口数量为636人。